# Andraprisauktion
Second Price Auction eller Vickrey-auktion är en typ av auktion, som främst lämpar sig för statsskuldpappers emissioner.
Centralbanken tar kontakt med ett antal banker och ber dessa att inom några dagar eller veckor komma in med slutna anbud avseende räntefoten för statslån med visst belopp och löptid. Vinnare blir den bank, som erbjuder sig att placera lånet till lägsta räntefot. Men vinnaren behöver i slutändan ej räkna med denna något ofördelaktiga räntefot, utan får tillgodoräkna sig den något fördelaktigare räntefot, som "tvåan" erbjudit. Denna auktionstyp är således sluten och hemlig under budgivningsperioden, men därefter bekantgörs "tvåans" bud. Vinnaren slipper således stå risken, att vinnaren har erbjudit villkor, som efteråt visar sig vara klart ofördelaktigare än vad "tvåan" erbjudit.
Auktionstypen uppfanns 1961 av professor William Vickrey (1914-1996), och det var den som gjorde att han tilldelades Sveriges Riksbanks pris i ekonomisk vetenskap till Alfred Nobels minne år 1996.
Andraprisauktioner används även i viss utsträckning i stället för engelsk auktion för lös egendom. Därvid betalar vinnaren antingen "tvåans" buds belopp eller (vanligare) "tvåans" buds belopp plus ett tick-size (litet) tillägg. Tillägget är ofta högst 5 procent, dock aldrig högre än att vinnarens eget bud överskrids. Auktionsmetoden kräver ingen speciell yrkesskicklighet hos auktionsförrättaren, som slipper träffa budgivarna.
Jämför även med engelsk auktion (för lös egendom), holländsk auktion (för fisk och jordbruksprodukter), fransk auktion (för guld och aktier) och förstaprisauktion (den vanligare typen av slutna anbud).